# استانیسلاس لیبلر
استانیسلاس لیبلر (انگلیسی: Stanislas Leibler؛ زادهٔ ۱ ژانویهٔ ۲۰۰۰) دانشمند در زمینه زیست‌شناسی دستگاه‌ها و فیزیک اهل لهستان است.